# Воньга (присілок)
Воньга — село в складі Куземського сільського поселення Кемського району Республіки Карелія.

## Загальні відомості
Село розташована на 902 км залізничної лінії Бєломорськ—Чупа.

## Населення
| 2009 | 2010 | 2013 |
| ---- | ---- | ---- |
| 2    | →2   | →2   |